# Belga labdarúgó-játékvezetők listája
Az alábbi lista a nevezetes belga labdarúgó-játékvezetők nevét tartalmazza.
| Ábécé szerinti tartalomjegyzék                      |
| --------------------------------------------------- |
| A B C D E F G H I J K L M N O P Q R S T U V W X Y Z |

## A
- Paul Allaerts (1964–) nemzetközi játékvezető
- Albert Alsteen (1916–1981) nemzetközi játékvezető
- Armand Ancion (1958–) nemzetközi játékvezető, politikus

## B
- Louis Baert (1903–1969) nemzetközi játékvezető
- Charles Barette (1874–1947) nemzetközi játékvezető
- Éric Blareau (1958–) nemzetközi játékvezető
- Antoine Blavier (1914–1991) nemzetközi játékvezető
- Frank De Bleeckere (1966–) nemzetközi játékvezető
- Alexandre Boucaut (1980–) nemzetközi játékvezető
- Claudine Brohet (1965–) nemzetközi játékvezető

## C
- Henry Christophe (1884–1968) nemzetközi játékvezető
- Alphonse Constantin (1949–) nemzetközi játékvezető

## D
- Alfred Delcourt (1929–2012) nemzetközi játékvezető

## F
- Laurent Franken (1905–1976) nemzetközi játékvezető

## G
- Franz Geluck (1926–?) nemzetközi játékvezető
- Guy Goethals (1952–) nemzetközi játékvezető
- Gaston Grandain (1911–1989) nemzetközi játékvezető
- Serge Gumienny (1972–) nemzetközi játékvezető

## H
- Joseph Hannet (1923–1971) nemzetközi játékvezető
- Georges Hubrecht (1880–1959) nemzetközi játékvezető
- Luc Huyghe (1960–) nemzetközi játékvezető

## I
- Hubert Istace (1886–1914) nemzetközi játékvezető

## J
- Jean-Claude Jourquin (1938–2016) nemzetközi játékvezető, sportvezető

## L
- John Langenus (1891–1952) nemzetközi játékvezető
- Vital Loraux (1925–2013) nemzetközi játékvezető

## M
- Fernand Meese (1954–) nemzetközi játékvezető

## P
- Jan Peeters (1934–2016) nemzetközi játékvezető
- Michel Piraux (1955–) nemzetközi játékvezető
- Alexis Ponnet (1939–) nemzetközi játékvezető
- Raphaël van Praag (1885–1934) nemzetközi játékvezető
- Paul Putz (1880–1955) nemzetközi játékvezető

## R
- Francis Rion (1933–2022) nemzetközi játékvezető
- Eric Romain (1959–) nemzetközi játékvezető

## S
- Marnix Sandra (1952–) nemzetközi játékvezető
- Robert Schaut (1930–2000) nemzetközi játékvezető
- Léon Schellings (1956–) nemzetközi játékvezető
- Roger Schoeters (1943–) nemzetközi játékvezető

## V
- Frans van den Wijngaert (1950–) nemzetközi játékvezető
- Marcel van Langenhove (1944–) nemzetközi játékvezető
- Lucien van Nuffel (1914–1980) nemzetközi játékvezető
- Johan Verbist (1966–) nemzetközi játékvezető
- Johny Ver Eecke (1962–) nemzetközi játékvezető
- Roger Verhaeghe (1933–2012) nemzetközi játékvezető
- Gérard Versyp (1914–1983) nemzetközi játékvezető
- Christof Virant (1979–) nemzetközi játékvezető